# Cimetière Saint-Denis de Châteauroux
Le cimetière Saint-Denis est le cimetière le plus ancien de la ville de Châteauroux dans l'Indre. C'est aussi le seul à se trouver à l'intérieur de la ville, contrairement au cimetière Saint-Christophe et au cimetière de Cré. Il donne rue des États-Unis.

## Histoire et description
Le cimetière Saint-Denis a ouvert en 1819. Ce vaste cimetière de 7 hectares au gré de ses agrandissements successifs est riche d'un patrimoine varié avec nombre de chapelles et de tombes intéressantes d'un point de vue artistique (bustes, bas-reliefs...) ou historique, sauf dans la partie moderne standardisée et non arborée. Les verrières de la chapelle de la famille Testaud de Marchain par Joseph-Prosper Florence, maître-verrier à Tours, sont inscrites au patrimoine.
Deux carrés militaires se trouvent près de l'entrée principale. Dans l'un, le visiteur peut remarquer une sculpture d'un soldat en pleurs à genoux.

## Personnalités inhumées
- Gabriel-Albert Aurier (1865-1892), homme de lettres mort de la typhoïde, cofondateur du Mercure de France[7] ;
- Joseph Bellier (1854-1936), maire de Châteauroux, député de l'Indre (colonne) ;
- Féral Benga (1906-1957), danseur, chorégraphe ;
- Daniel Bernardet (1927-2007), maire de Châteauroux, député de l'Indre, sénateur ;
- Henry Berton (1874-1943), avocat, écrivain (buste)[6] ;
- Jean-Claude Charlemagne (1762-1853), maire d'Issoudun, député de l'Indre sous la Restauration, avec son fils Edmond Charlemagne (1795-1872), également député (chapelle Charlemagne) ;
- Raoul Charlemagne (1821-1902), fils d'Edmond, député (chapelle Charlemagne) ;
- Adolphe Combanaire (1859-1939), explorateur de l'Asie ;
- François Duris-Dufresne (1769-1837), officier et député ;
- Jean Gaultier (1916-1987), érudit berrichon ;
- François Gerbaud (1927-2010), journaliste et député gaulliste de l'Indre, puis sénateur ;
- Narcisse Giraud-Dupin (1836-1898), sculpteur et restaurateur d'églises ;
- Eugène Grillon (1800-1868), maire de Châteauroux et député sous le Second Empire (chapelle) ;
- Jérôme Legrand (1746-1817), député du Tiers-État pour la généralité de Bourges, puis député de l'Indre (inhumé dans la chapelle Charlemagne de la famille de son gendre)[8] ;
- Ernest Nivet (1871-1948), sculpteur (statue de pleureuse) ;
- Joseph Patureau-Mirand, (1873-1945), maire de Châteauroux et député de l'Indre ; et son frère Anselme Patureau-Mirand (1875-1958), également député ;
- Pierre-Auguste Olinde Pétel (1836-1897), gendre d'Alexandre Dumas ;
- Sarah Rancy dite Sarah Caryth (née Joyaux, 1897-1979), dresseuse de fauves, puis antiquaire ;
- Maurice Rollinat (1846-1903), poète ; et son père le député François Rollinat (1806-1867), ami de George Sand ;
- Paul Rue (1866-1954), peintre (chapelle) ;
- Guillaume Thabaud-Boislareine (1755-1836), conventionnel qui vota la mort de Louis XVI, baron d'Empire (tombe la plus ancienne du cimetière)[4] ;
- Just Veillat (1813-1866), fondateur du musée de Châteauroux et peintre.